# Estońska Partia Zielonych
Estońska Partia Zielonych (est. Erakond Eestimaa Rohelised, EER) – estońska partia polityczna utworzona w listopadzie 2006.
W wyborach w 2007 zdobyła 7,1% głosów, co dało jej 6 miejsc w Riigikogu. W wyborach w 2011 nie przekroczyła progu uprawniającego do uzyskania mandatów. Należy do Europejskiej Partii Zielonych powołanej w lutym 2004 w Rzymie.